# Listă de primari ai Sibiului
Primarul Sibiului este cetățeanul român (și/sau european) care reprezintă administrația autonomă în cadrul municipiului Sibiu.

## Listă
- 1309 - 1365: necunoscut
- 1366 - 1367: Jacobus Hentmanisse
- 1368 - 1370: necunoscut
- 1371 - Nicolaus
- 1372 - 1374: Michael Nunnenkleppel
- 1375 - 1379: necunoscut
- 1380 - Johannes
- 1381 - 1403: necunoscut
- 1404 - Jacobus
- 1405 - 1411: Johannes Ferl (Werl)
- 1412 - necunoscut
- 1413 - 1415: Jacob Goldschmidt
- 1416 - 1417: Anton Trautenberger
- 1418 - 1422: Niclas Pfeffersak
- 1423 - Thomas Trautenberger
- 1424 - 1429: Jacobus
- 1430 - 1431: Nicolaus Pfeffersak
- 1432 - Thomas Trautenberger
- 1433 - Jacobus
- 1436 - 1439: necunoscut
- 1440 - 1441: Anthonius Trautenberger
- 1442 - 1443: Jacobus
- 1444 - Georgius Hecht
- 1445 - necunoscut
- 1446 - Anthonius Trautenberger
- 1447 - 1448: necunoscut
- 1449 - 1453: Jacobus
- 1454 - 1458: Olswaldus
- 1459 - 1462: Jacobus
- 1463 - 1464: Ladislaus Hendlin
- 1465 - Petrus de Veresmorth
- 1466 - 1470: Nicolaus Aurifaber
- 1471 - 1490: Thomas Altemberger
- 1491 - 1492: Georgius Hecht
- 1493 - 1494: Johannes Agotha
- 1495 - Georgius Hecht
- 1496 - Georgius Szabo
- 1497 - Georgius Sartor
- 1498 - Nicolaus Proll
- 1500 - 1503: Jacobus Mydwescher
- 1504 - Johannes Agnethler
- 1505 - Jacobus Mydwescher
- 1506 - 1507: Paulus Remser
- 1508 - 1509: Johannes Wal
- 1510 - Jacobus Mydwescher
- 1510 - Johannes Agnethler
- 1511 - 1512: Michael Altenberger
- 1513 - Mathias Armbruster
- 1514 - 1515: Jacobus Mydwescher
- 1516 - 1518: necunoscut
- 1519 - 1521: Petrus Wolff
- 1522 - 29,.VIII: Paulus Remser
- 1522 - 1523: Jacobus Mydwescher
- 1523 - 1525: Mathias Armbruster
- 1526 - Petrus Wolff
- 1527 - 1529: Mathias Armbruster
- 1530 - 1535: Stefan Kleffer
- 1536 - 1538: Mathias Armbruster
- 1539 - 1540: Johannes Rott (Roth)
- 1541 - 1542: Mathias Armbruster
- 1542 - 1546: Petrus Haller
- 1547 - 1549: Martinus Weys
- 1550 - 1552: Petrus Haller
- 1553 - Andreas Byrkner
- 1554 - 1556: Petrus Haller
- 1557 - 1565: Augustin Hedwig
- 1566 - 1576: Simon Miles
- 1577 - 1578: Georg Hecht
- 1579 - 1580: Blasius Rau
- 1581 - 1585: Johannes Wayda
- 1586 - 1592: Johannes Bayr (Baier)
- 1592 - 1593: Johannes Wayda
- 1594 - 1596: Lucas Engetter
- 1597 - 1598: Johannes Wayda
- 1599 - 1603: Lucas Engetter
- 1603 - Paulus Paulinus
- 1604 - 1614: Gallus Lutsch
- 1615 - 1617: Johann Roth
- 1618 - 1622: Michael Lutsch
- 1623 - 1624: Paulus Ludovici
- 1625 - 1631: Michael Lutsch
- 1632 - Johann Schwartz
- 1633 - Johann Reißner
- 1634 - Valentin Seraphin
- 1634 - 1636: Michael Agnethler
- 1637 - Johann Reißner sen.
- 1638 - 1639: Michael Agnethler
- 1640 - 1643: Valentin Frank
- 1644 - 1646: Johann Reißner
- 1647 - 1648: Johannes Lutsch
- 1649 - 1650: Tobias Sifft
- 1651 - 1654: Johann Reißner
- 1655 - 1656: Laurentius Rosenauer
- 1657 - 1660: Andreas Melzer alias W
- 1661 - Jacob Kapp
- 1662 - 1663: Johann Simonis
- 1664 - 1665: Jacob Kapp
- 1666 - 1667: Johann Simonis
- 1668 - 1671: Mathias Semriger
- 1672 - 1673: Valentin Röhrich
- 1674 - 1675: Mathias Semriger
- 1676 - 1677: Georg Armbruster
- 1678 - 1683: Johann Haupt
- 1684 - 1695: Christian Reichert
- 1695 - 1700: Johann Zabanius Sachs
- 1700 - 1704: Peter Weber von Harteneck
- 1704 - 1711: Dr. Andreas Teutsch
- 1711 - 1716: Johann Hoßmann von R.
- 1716 - 1729: Georg Melzer alias Werder
- 1730 - 1739: Michael Csekelius von R.
- 1739 - 1740: Johann Kinder von F.
- 1740 - 1745: Stephan Waldhütter von A.
- 1745 - 1751: Daniel von Klocknern
- 1752 - 1753: Peter Binder von S.
- 1754 - Daniel von Klocknern
- 1754 - 1756: Peter Binder von S.
- 1766 - 1768: Jakob Hutter
- 1768 - 1769: Samuel Best
- 1770 - 1776: Johann Georg Baußnern
- 1777 - 1781: Johann Czekelius von R.
- 1781 - 1782: J.T. Reißner von Reißenfels
- 1783 - 1786: J. Fr. Czekelius von R.
- 1786 - 1789: St. L. Hirling
- 1789 - A.G. Hann von Hannenheim
- 1790 - 1796: J. Fr. Czekelius von R.
- 1796 - 1797: M. Michael Brandsch
- 1797 - 1811: M. G. von Huttern
- 1811 - 1817: A.G. Hann von Hannenheim
- 1817 - 1830: Martin Adler von Hochmeister
- 1830 - 1836: Simon Schreiber
- 1836 - 1837: Gottlieb Waller
- 1837 - 1841: Joseph von Wayda
- 1841 - 1843: Martin Wolff
- 1843 - 1849: Johann Daniel Ziegler
- 1849 - 1852: Simon Schreiber
- 1853 - 1854: Baron W. Conrad von Conradsheim
- 1854 - 1858: Johann Schotsch
- 1858 - 1861: Samuel Schuster
- 1861 - 1876: Adolf Gibel
- 1876 - 1877: Mich. Heinrich
- 1877 - 1884: Wilhelm Edler von H.
- 1884 - 1894: Wilhelm Edler von H.
- 1894 - 1906: Josef Drotleff
- 1906 - 1918: Albert Dörr
- 1918 - 1930: Dr. Wilhelm Goritz
- 1931 - 1935: Vasile Hada
- 1935 - Paul Cartojan
- 1936 - 1937: Comisia intermediară
- 1937 - Emil Gheorghiu
- 1938 - 1940: Dr, Sever Pop
- 1940 - 1945: Dr. Albert Dörr
- 1945 - 1947: Vasile Hada
- 1947 - 1950:
- 1951 - 1953: Aurel Muleșiu
- 1954 - 1960:
- 1961 - 1963: Nicolae Hurbeanu
- 1964 - 1974: Constantin Buzdughină
- 1974 - Aurel Cristea
- 1974 - 1978: Nicolae Hurbeanu
- 1978 - 1987: Nicolae Spătar
- 1987 - 1989: Nicolae Stanciu
- 1989 - 1990: Ioan Bogdan
- 1990 - 1991: Ioan Motea
- 1990 - 1992: Petru Trif
- 1992 - 1995: Sorin Șerbu
- 1995 - 1996: Aurel Maxim (interimar)
- 1996 - 2000: Dan Condurat
- 2000 - 2014: Klaus Werner Iohannis
- 2014 - 2016: Astrid Fodor (interimar)
- 2016 - prezent: Astrid Fodor